# Bataille du Resaca de la Palma
Guerre américano-mexicaine
Batailles
Opérations le long du Río Grande
- Fort Texas
- Palo Alto
- Resaca de la Palma

La révolte de Taos
- Cañada
- Mora
- Embudo Pass
- Pueblo de Taos

Campagne de Californie
- Santa Fe
- San Pasqual
- Rio San Gabriel
- La Mesa

Campagne du Nord de Taylor
- Monterrey
- Buena Vista

Campagne de Scott
- Veracruz
- Cerro Gordo
- Contreras
- Churubusco
- Molino del Rey
- Chapultepec
- Mexico

Siège de Puebla
- Siège de Puebla
- Bataille de Huamantla

Campagne de la côte Pacifique
- Guaymas
- Mulege
- Punta Sombrero
- Mazatlán
- La Paz
- Palos Prietos et Urias
- San José del Cabo
- Siège de La Paz
- Affaire à Guaymas
- San Blas
- Manzanillo
- San José del Cabo
- Cochorio
- Bocachicacampo
- Todos Santos

La bataille du Resaca de la Palma se déroule le 9 mai 1846  durant la guerre américano-mexicaine. Elle oppose le général Mariano Arista commandant l'armée mexicaine aux troupes de l'United States Army commandées par le général Zachary Taylor. Elle se déroule à proximité de Fort Texas (aujourd'hui Brownsville). Elle se termine par la déroute de l'Ejército Mexicano.

## Contexte
Pendant la nuit du 8 mai, Arista, après la décevante bataille de Palo Alto, choisit de se replier sur une position plus favorable, le Resaca de la Palma, la berge d'une rivière à sec offrant un rempart naturel, où il attend les troupes de Taylor.

## Engagement

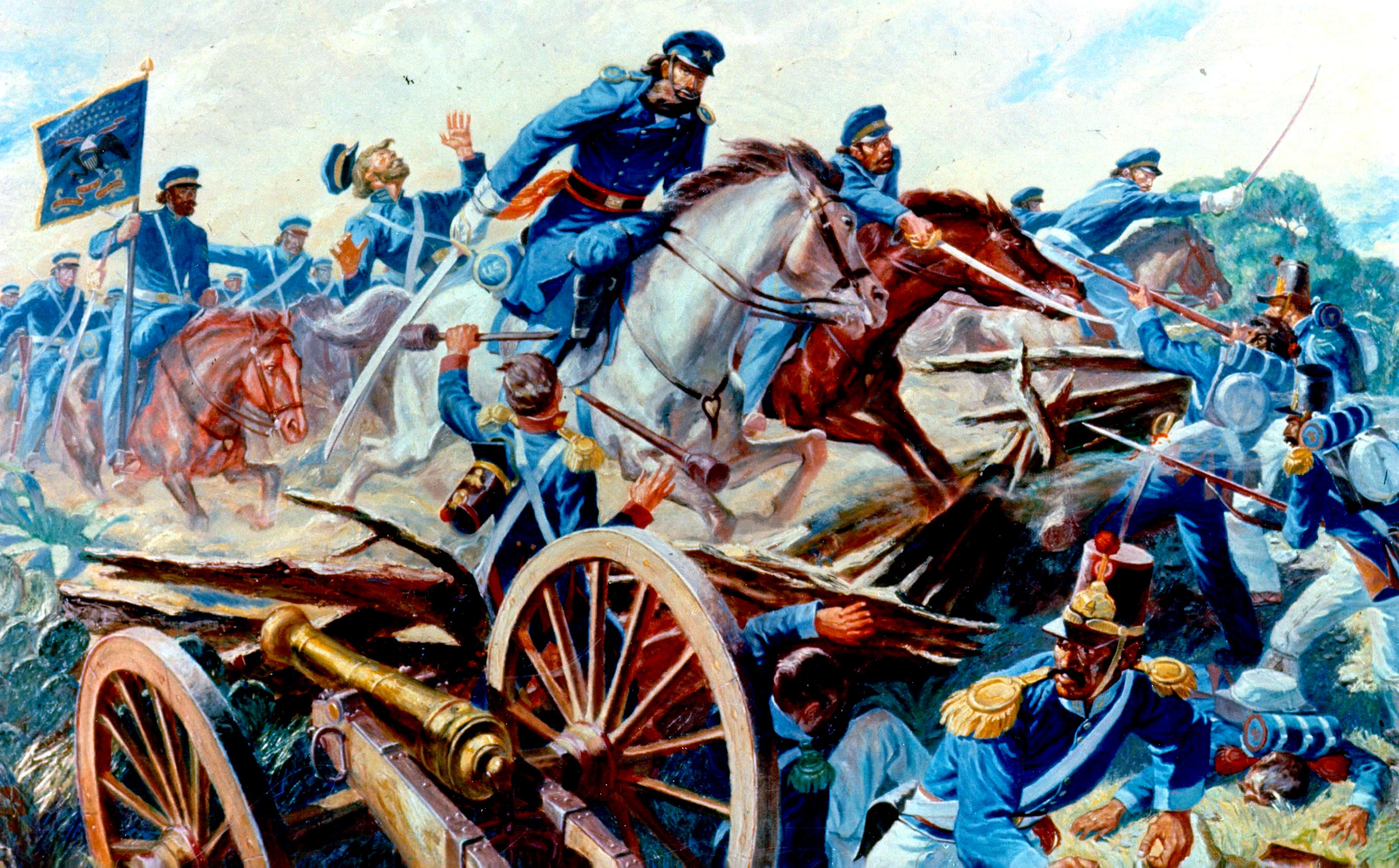
Tableau représentant une charge du deuxième régiment de dragons durant la bataille du Resaca de la Palma.

Au matin du 9 mai, les 1 700 hommes de Taylor attaquent une force mexicaine d'environ 4 000 hommes. Les plans méticuleux d'Arista pour cet engagement sont mis à mal par les luttes politiques au sein de son état-major et les difficultés de communications sur le terrain très accidenté du champ de bataille.
La résistance des Mexicains est vive et les forces américaines manquent de perdre pied, lorsqu'un coup de chance permet à leurs dragons de prendre par surprise le flanc des lignes mexicaines et les forcent finalement à battre en retraite. Deux contre-attaques sur les positions américaines sont repoussées et l'armée mexicaine fuit le champ de bataille, laissant derrière elle presque la totalité de son artillerie, les couleurs du Mexique et le service en argent d'Arista.
L'embarras causé par cette potentielle victoire tournant en cuisante défaite, fait qu'Arista est relevé de son commandement de l'armée du Nord et pousse à un sérieux réexamen de la stratégie mexicaine. Malheureusement pour les Mexicains, la corruption et les conflits au sein de leur gouvernement ne permettent pas d'établir une stratégie cohérente tout le temps que durera cette guerre, malgré les talents et certains succès de l'armée mexicaine.
Le site de la bataille se trouve aujourd'hui à l'intérieur des limites de la localité de Brownsville.

## Source
- (en) David Nevin, The Mexican war, Alexandria, Va, Time-Life Books, 1978, 240 p. (ISBN 978-0-8094-2301-9 et 978-0-809-42302-6).
- (en) K. Jack Bauer, The Mexican War, 1846-1848, New York, Macmillan, coll. « Wars of the United States », 1974, 454 p. (ISBN 978-0-02-507890-1).

- (en) US Military Accademy West Point

## Voir aussi

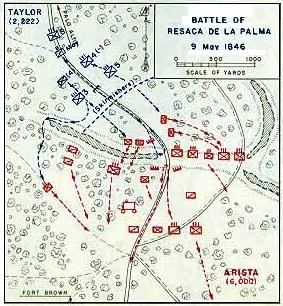
Plan de la bataille du Resaca de la Palma